# Yuda Group Headquarters Tower 1
La Yuda Group Headquarters Tower 1 est un gratte-ciel de Nanning en Chine. Il s'élève à 210 mètres et a été complété fin 2018. La construction avait débuté en 2014, pour une cérémonie d'ouverture en juin 2017, mais des délais ont repoussé la complétion de l'édifice.